# ラザウォーク甲斐双葉

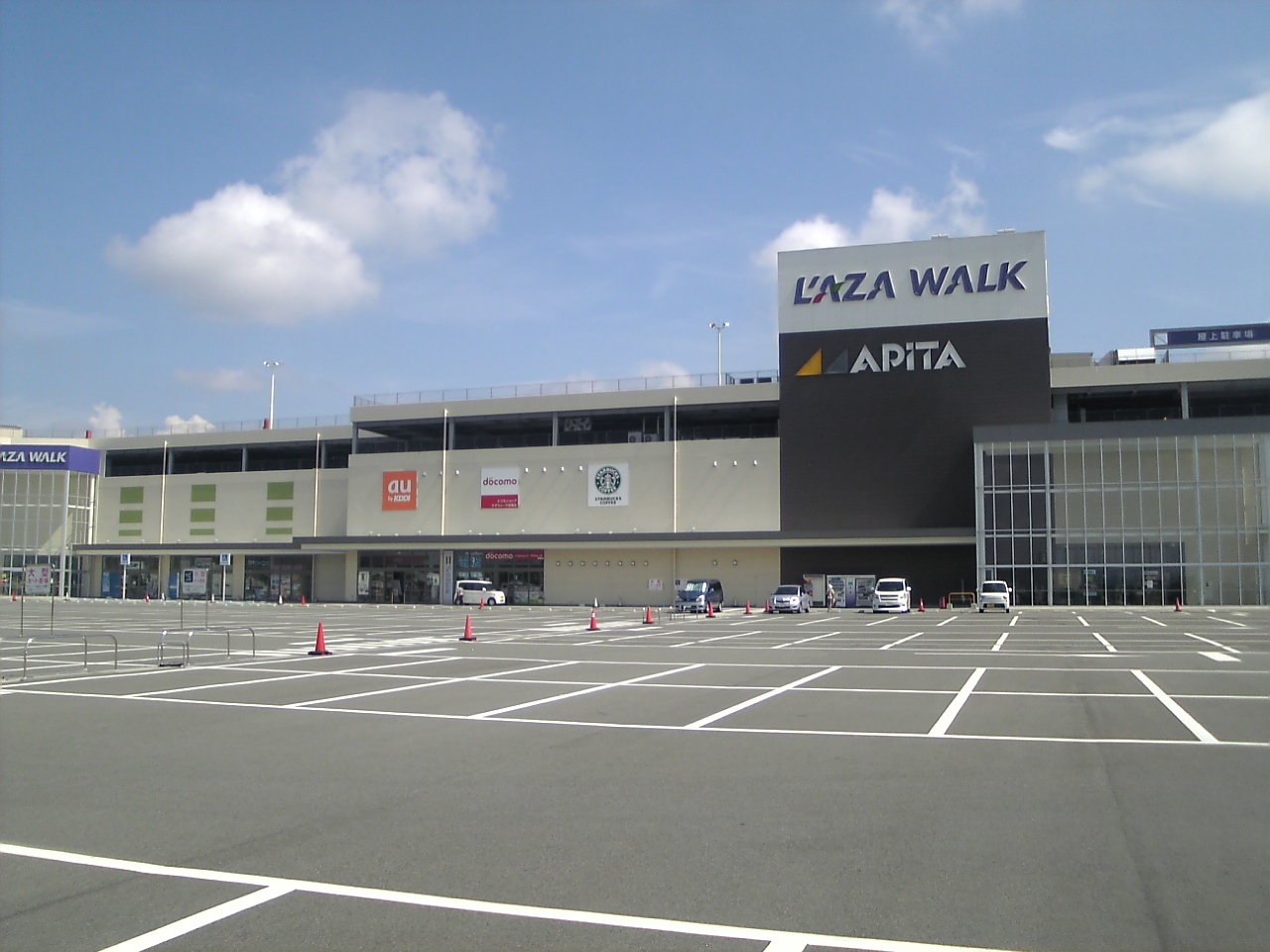

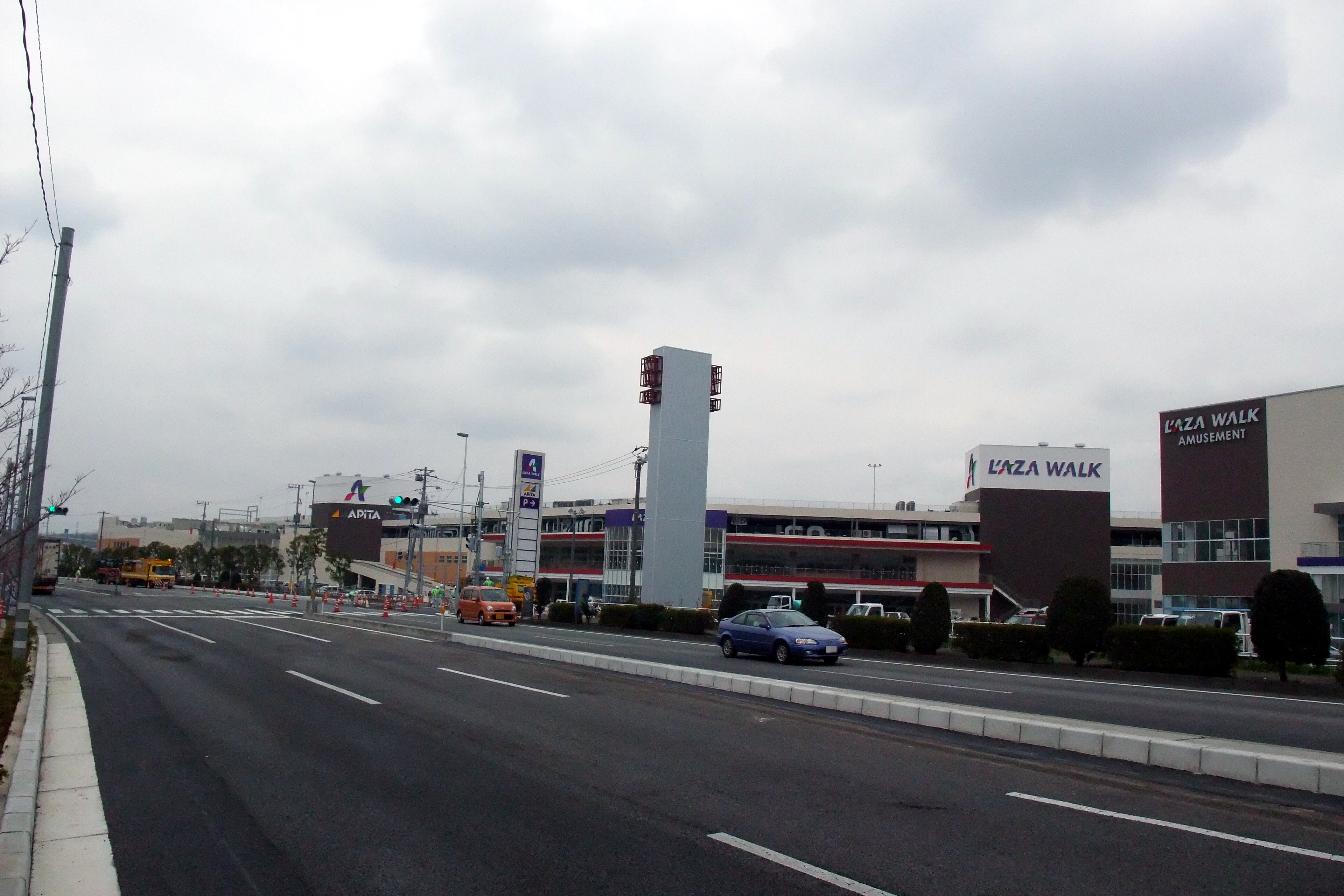
工事中の様子（2009年2月28日撮影）

ラザウォーク甲斐双葉（ラザウォークかいふたば）は、山梨県甲斐市にある、ユニー株式会社が管理・運営するモール型ショッピングセンター（ウォーク）である。

## 概要
甲府都市圏では1990年代より郊外型ショッピングセンターが多く開業していたが、甲府市西部の国道20号沿いは大型商業施設の空白地帯であった。また、2004年（平成16年）に竜王町などの3町が合併し甲斐市が誕生したことから、竜王駅改築とともに目玉となる大型商業施設の誘致を行ったところ、大手総合スーパーであるユニーが名乗りを挙げ、国道20号双葉バイパスと国道52号甲西道路の交点である双田道交差点の南西側に建設することが決定し、着工された。
当初4万平方メートル前後の店舗面積で計画されていたが、甲府市市街地への影響を危惧した山梨県からの要請により2割減に縮小されている。また、山梨県内のユニー系列の店舗はアピタ田富店（2018年9月閉店済、中央市）とアピタ石和店（2021年6月、MEGAドン・キホーテUNY石和店に改装済、笛吹市）となっていたが、当時はいずれもアピタ単体店であり、モール型SC業態である「ウォーク」としては初となる。
名称の由来は、「ラララ」の「ラ」と、地元旧双葉町の町花アザレアの「ザ」で「ラザウォーク」と名付けられ、コンセプトは「あなたの暮らしと夢をちょっとお手伝い」であり、キーワードは、「ラザウォークでラ・ラ・ラ生活」。顧客の快適生活実現を目指すとしている。

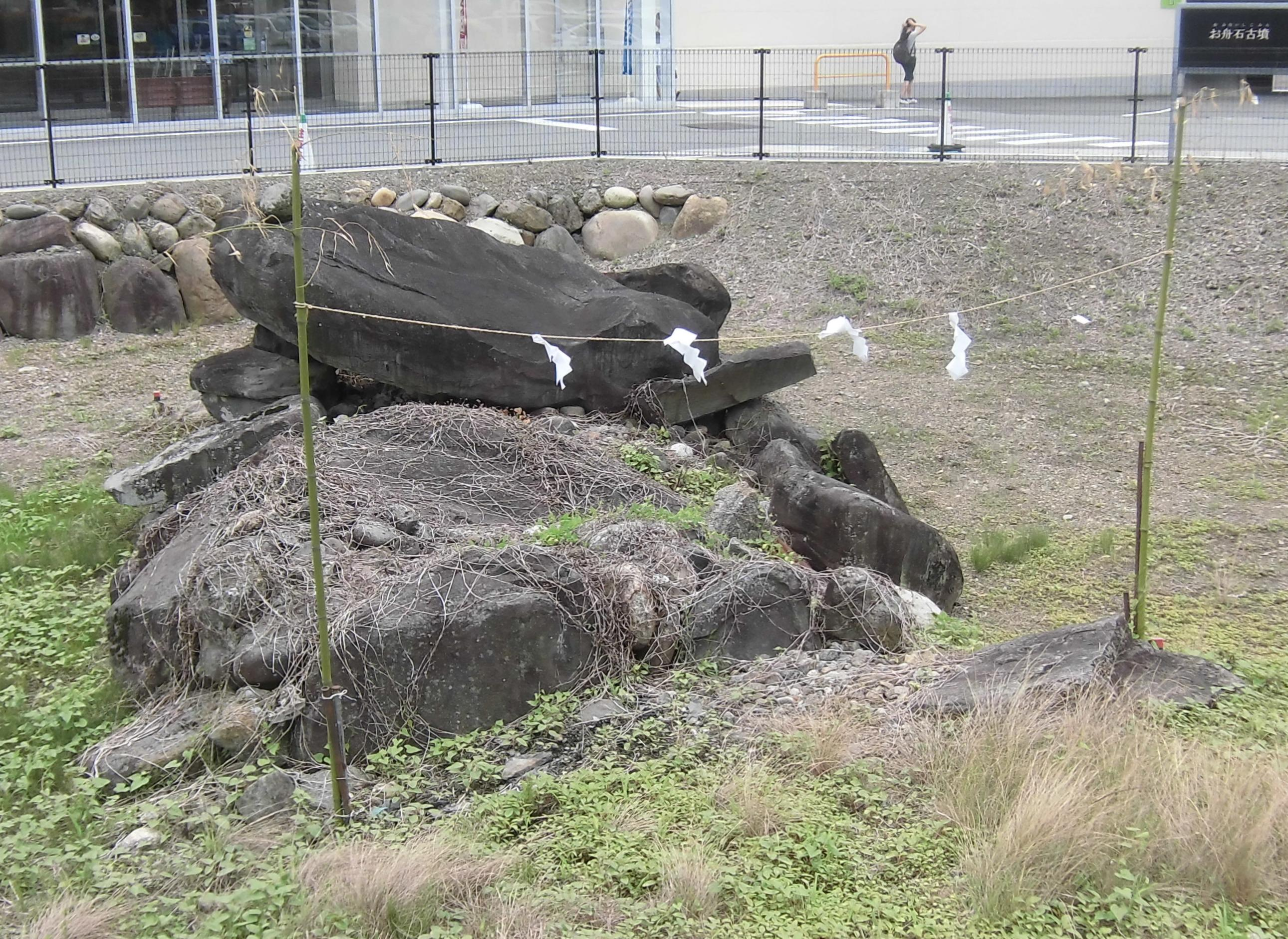
お舟石古墳

順調であれば2009年（平成21年）2月28日に開業予定であったが、国道20号に面した敷地北側の一角には敷地内にはお舟石古墳を含む間々下遺跡遺跡が存在していたため、事前の発掘調査などで工事が若干遅れた。お舟石古墳の存在は古くから知られており、発掘調査では馬歯が出土している。現在は敷地一角に史跡整備されている。
2009年（平成21年）4月25日に山梨県内初のモール型ショッピングセンターとしてオープンした。但し、地元双葉住民にのみ、4月23日と4月24日に事前公開をした（買い物等はできないがレストランは営業していた）。

## 施設詳細
核店舗であるアピタ双葉店を中心とした専門店と飲食店が入居する「モール・アピタ棟」とゲームセンターが入居する「アミューズメント棟」に分かれており、それぞれ専用の駐車場がある。「モール・アピタ棟」は3階建で屋上あり（うち店舗は1・2階に入居）でアピタのほか用途にあわせ9つのゾーン（1階にカルチャー&カジュアルライフ、グルメガーデン、アーバン&カジュアルライフ、サービス&コンフォータブル、スィーツ&デリで、2階にアクティブカジュアルライフ、トレンドスタイルライフ、フードブロッサム、デイリーカジュアルライフ）に分かれている。
- 店舗面積
  - 総合計：36,773m2 [1]
  - モール・アピタ棟：31,785m2（飲食・サービスを除いたアピタと専門店は22,582m2）[1]
  - アミューズメント棟：4,988m2[1]
- 駐車場：収容台数 2,900台[1]
  - モール・アピタ棟：2,100台[1]
  - アミューズメント棟：800台[1]
- 駐輪場：収容台数 450台[1]

### アピタ双葉店
アピタ双葉店はモール・アピタ棟の東側に位置している。アピタフロア内に入る専門店もラザウォーク甲斐双葉の専門店数に数えられており、これは他のウォークでは見られない形態となっている。また2010年にリニューアルによってアピタ2階スペースが縮小され、ユニクロが入居した。なお、アピタ双葉店単体の店舗面積は8,305m2となっており、アピタ店の中では小型の部類に入る。

## 入居店舗
ショップガイドを参照。

## アクセス
- 塩崎駅より徒歩10分、又は甲斐市民バスに乗車し「ラザウォーク甲斐双葉」バス停下車。
- 竜王駅より甲斐市民バスに乗車、「ラザウォーク甲斐双葉」バス停下車。
- 中部横断自動車道白根インターチェンジより自動車で約7分。
- 中央自動車道甲府昭和インターチェンジより自動車で約8分、双葉スマートインターチェンジより自動車で約6分。

## 舞台になった作品
- G線上のあなたと私 - ドラマの撮影として使用された。

## その他
- アピタでは電子マネー（uniko、Edy、iD、QUICPay）及び交通系電子マネー（Suica、PASMO等）が利用可能なほか、その他の店舗でも共通電子マネーリーダー端末を導入している店舗で利用可能である。

## 補足
1. 1 2 3 4 5 6 7 8 9 10 11 12 13 14 15 16 17 18 19 20  “ラザウォーク甲斐双葉 開店のお知らせ” (PDF).   ユニー株式会社 (2009年4月7日). 2027年10月13日時点のオリジナルよりアーカイブ。2016年5月10日閲覧。
2. ↑  山梨県／知事会見（平成21年4月21日火曜日）

## 他のウォーク
- ウォークモール : 他のウォークモールについては当該項目を参照。

## 近隣SC
- ライフガーデンにらさき
- イオンモール甲府昭和
- イオンタウン山梨中央